# Sumppiratspindel
Sumppiratspindel (Pirata hygrophilus) är en spindelart som beskrevs av Tord Tamerlan Teodor Thorell 1872. Sumppiratspindel ingår i släktet Pirata och familjen vargspindlar. Arten är reproducerande i Sverige. Inga underarter finns listade i Catalogue of Life.